# سنجاقک اروپایی
سنجاقک اروپایی (نام علمی: Enallagma cyathigerum) در سال ۱۸۴۰ طبقه بندی علمی گردید. طول این نوع سنجاقک به ۳۲ تا ۳۵ میلی متر می‌رسد. به استثنا ایسلند این حشره در تمامی اروپا دیده شده‌است. این حشره در شمال پاکستان و استان مازندران در ایران نیز یافت شده‌است.

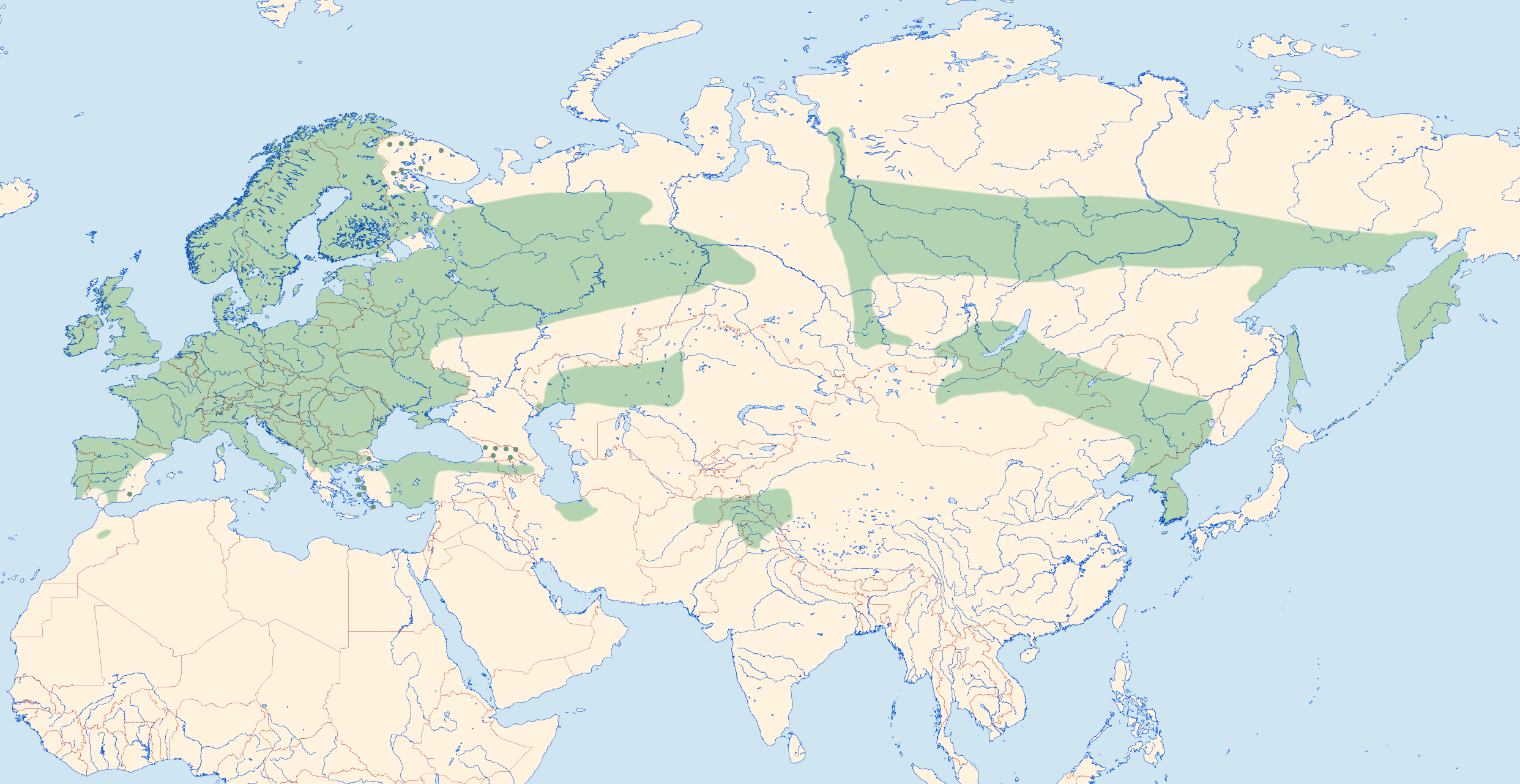
پراکندگی زیستگاه

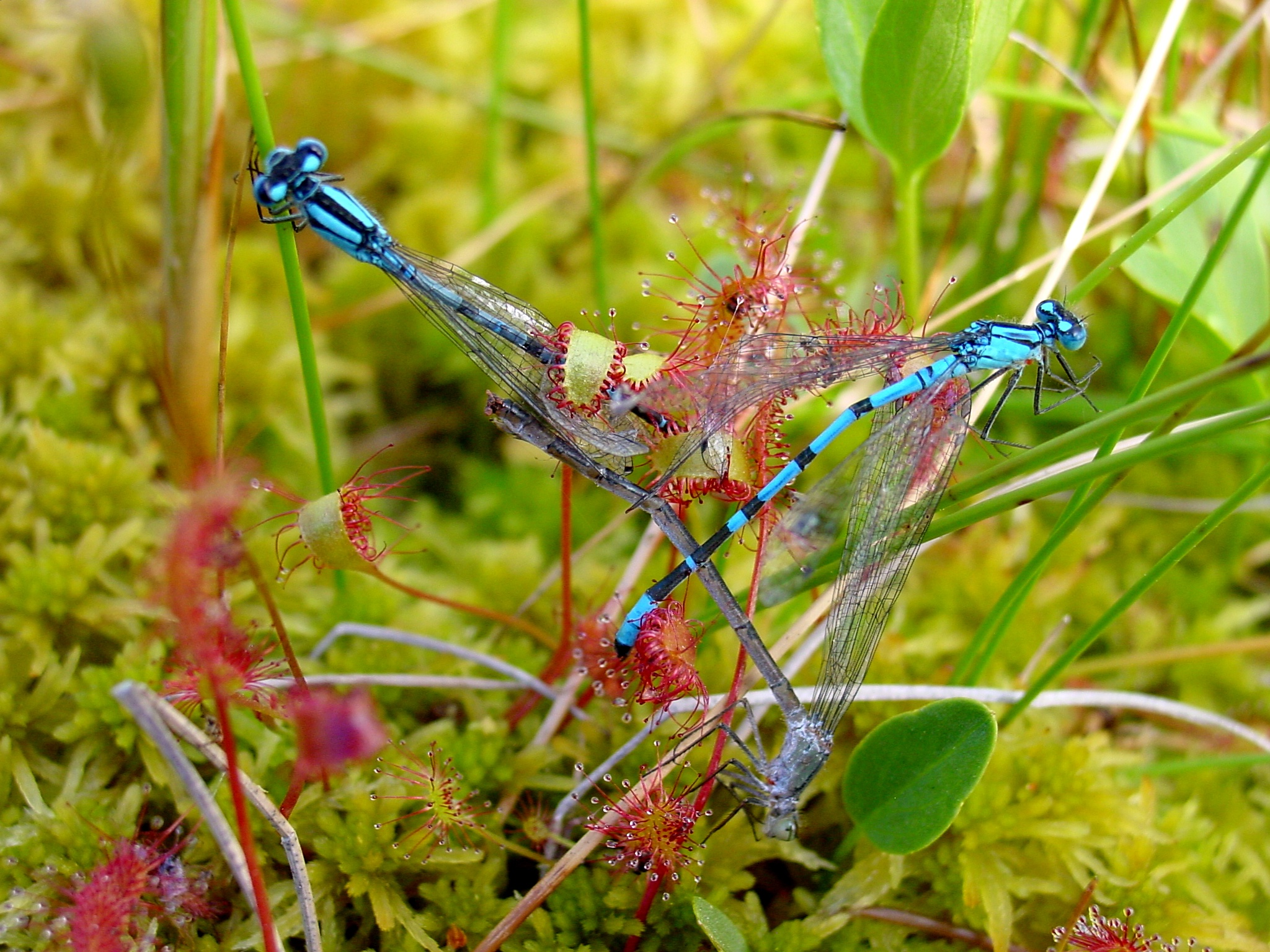
دو سنجاقک اروپایی در دام گیاه حشره‌خوار انگلیسی